# Pardaliparus
Pardaliparus es un género de aves paseriformes perteneciente a la familia Paridae. Los miembros del género anteriormente se incluían en el género Parus, luego fueron trasladados al género Periparus, pero finalmente los estudios genéticos de 2013 determinaron que debían separar en otro género, y se restauró el género Pardaliparus para clasificarlos.

## Especies
Se reconoce las siguientes tres especies:
- Pardaliparus venustulus (Swinhoe, 1870) - carbonero ventrigualdo;
- Pardaliparus amabilis (Sharpe, 1877) - carbonero de Palawan;
- Pardaliparus elegans (Lesson, 1831) - carbonero elegante.